# Tondanichthys kottelati
Tondanichthys kottelati is een straalvinnige vissensoort uit de familie van de Zenarchopterida. De wetenschappelijke naam van de soort is voor het eerst geldig gepubliceerd in 1995 door Collette.